# Matthias Gey
Matthias Gey (Tauberbischofsheim, 1960. július 7. –) világbajnok, olimpiai és Európa-bajnoki ezüstérmes német tőrvívó.